# Акула-арлекін сомалійська
Акула-арлекін сомалійська (Ctenacis fehlmanni) — єдиний вид роду Акула-арлекін родини смугасті котячі акули. Інша назва «котяча акула-арлекін».

## Опис
Загальна довжина досягає 46 см. Голова округла. очі помірно великі, овальні, з мигальною перетинкою. Розмір очей нагадує котячий. За очима розташовані бризкальця. Носові клапани невеликі, не доходять до рота. Рот трикутної форми, губні борозни дуже короткі. У неї 5 пар зябрових щілин. Тулуб стрункий, кремезний. Грудні плавці великі. Має 2 спинних плавця однакового розміру. Передній спинний плавець розташовано між грудними та черевними плавцями, ближче до останніх. Черевні плавці широкі, але низькі. Задній спинний плавець розташовано навпроти анального. Анальний плавець менший за задній спинний плавець. Хвостовий плавець гетероцеркальний, верхня лопать дуже довга, нижня лопать не розвинена.
Забарвлення червоно-коричневе. На спині присутні сідлоподібні темні плями, що чергуються з маленькими круглими плямочками й вертикальними смужками. Плями присутні також на плавцях.

## Спосіб життя
Тримається на глибині 70-170 м, континентального шельфу. Стосовно поведінки цієї акули замало відомостей. Живиться дрібними донними безхребетними, личинками водяних тварин, морськими черв'яками, малечею риб.
Це яйцеживородна акула. Самиця народжує 2 акуленят.
Небезпеки для людини не становить.

## Розповсюдження
Мешкає у невеличкому ареалі на північному заході Індійського океану: на південний захід від мису Гвардафуй півострова Сомалі.